# 4455 Ruriko
A 4455 Ruriko (ideiglenes jelöléssel 1988 XA) a Naprendszer kisbolygóövében található aszteroida. Ueda Szeidzsi és Kaneda Hirosi fedezte fel 1988. december 2-án.